# Ephedrus persicae
Ephedrus persicae är en stekelart som beskrevs av Walter Wilson Froggatt 1904. Ephedrus persicae ingår i släktet Ephedrus och familjen bracksteklar. Arten är reproducerande i Sverige. Inga underarter finns listade i Catalogue of Life.